# Воронов, Мэри
Мэ́ри Во́ронов (англ. Mary Woronov; 8 декабря 1943, Палм-Бич, Флорида, США) — американская актриса, кинорежиссёр, сценарист, писательница и художница. На её счету более 110 работ в кино и авторство книг «Snake, Blind Love», «Swimming Underground: My Years in the Warhol Factory» и других. Лауреат и номинантка на 5 кинопремий.

## Биография
Мэри Воронов родилась 8 декабря 1943 года в Палм-Бич (штат Флорида, США) в семье Кэрол Эшхолц. Свою фамилию Воронов она получила от отчима — хирурга-онколога Виктора Дэвида Воронова (1907—1975), уроженца Бруклина из семьи еврейских иммигрантов из Российской империи. Её двоюродная сестра (дочь брата отца Натана Воронова) — писатель Наоми Воронов.
Мэри окончила Пакер Колледжиейт Институт в Бруклин-Хайт.

## Личная жизнь
В 1970—1973 года Мэри была замужем за кинорежиссёром Теодором Гершуни (1933—2007).

## Избранная фильмография
| Год  |   | Русское название                       | Оригинальное название             | Роль                         |
| ---- | - | -------------------------------------- | --------------------------------- | ---------------------------- |
| 1966 | ф | Девушки из «Челси»                     | Chelsea Girls                     | Ханой Ханна                  |
| 1974 | ф | Захват                                 | Seizure                           | Микки Хьюз                   |
| 1975 | ф | Смертельные гонки 2000                 | Death Race 2000                   | Бедовая Джейн Келли          |
| 1976 | ф | Гонки «Пушечное ядро»                  | The Cannonball Run                | Сэнди Харрис                 |
| 1979 | ф | Школа рок-н-ролла                      | Rock’n’Roll High School           | мисс Эвелин Тогар            |
| 1981 | ф | Побег роботов                          | Heartbeeps                        | владелица дома для вечеринок |
| 1982 | ф | Поедая Рауля                           | Eating Raoul                      | Мэри Бленд                   |
| 1984 | ф | Ночь кометы                            | Night of the Comet                | Одри Уайт                    |
| 1985 | ф | Прочь из моей комнаты!                 | Get Out of My Room                | н/д                          |
| 1986 | ф | Телетеррор                             | TerrorVision                      | Ракель                       |
| 1986 | ф | Роботы-убийцы                          | Chopping Mal                      | Мэри Бленд                   |
| 1987 | ф | Чёрная вдова                           | Black Widow                       | Шелли                        |
| 1989 | ф | Чернокнижник                           | Warlock                           | вызыватель духов             |
| 1990 | ф | Дик Трейси                             | Dick Tracy                        | богачка                      |
| 1990 | ф | Наблюдатели 2                          | Watchers II                       | доктор Глетман               |
| 1991 | ф | Школа рок-н-ролла навечно              | Rock’N’Roll High School Forever   | доктор Вадар                 |
| 1991 | ф | Моторама                               | Motorama                          | похищенная жена              |
| 1992 | ф | Оголённый провод                       | The Living End                    | Дейзи                        |
| 1995 | ф | Блеск славы                            | Glory Daze                        | Викки, мама Джоани           |
| 2003 | ф | Луни Тюнз: Снова в деле                | Looney Tunes: Back in Action      | Акме Ви Пи                   |
| 2004 | ф | Божий приют                            | The Halfway House                 | сестра Сесилия               |
| 2005 | ф | Изгнанные дьяволом                     | The Devil’s Rejects               | Эбби                         |
| 2009 | ф | Дом дьявола                            | The House of the Devil            | миссис Ульман                |
| 2012 | ф | Нападение пятидесятифутовой чирлидерши | Attack of the 50 Foot Cheerleader | домашняя мама                |